# The Wanderer (poema)
The Wanderer (lett. "Il vagabondo") è un poema in lingua inglese antica la cui unica copia è conservata in un'antologia nota come codice Exeter, un manoscritto risalente al X secolo. È composto da 119 versi in metro allitterativo. 

## Datazione e forma
Il poema è probabilmente precedente al manoscritto, forse addirittura di centinaia di anni. Alcuni studiosi ritengono che fosse stato composto intorno al periodo della conversione degli Anglosassoni al cristianesimo (597), mentre secondo altri è stato scritto vari secoli dopo.
Strutturalmente, il poema si compone di versi con quattro accenti, con una cesura tra il secondo e il terzo accento. Come la maggior parte della poesia in antico inglese, è scritto in metro allitterativo.

## Contenuto
The Wanderer è la meditazione di un esule solitario sulle glorie passate, dei tempi in cui era un guerriero al servizio del proprio signore, sulle difficoltà del presente e sui valori della sopportazione e della fede nel Signore celeste. Il guerriero è identificato come eardstapa (verso 6a), solitamente tradotto come "vagabondo", vaga tra i freddi mari e cammina su "sentieri di esilio" (wræclastas). Egli ricorda i giorni in cui serviva il suo signore nel comitatus, partecipava ai banchetti e riceveva preziosi doni. Tuttavia, il destino (wyrd) gli si rivoltò contro quando perse il suo signore, i suoi congiunti e i suoi compagni in battaglia e fu costretto all'esilio. 
La voce narrante riflette sulla propria vita durante gli anni dell'esilio, mostrando tuttavia il superamento della sofferenza personale. La degenerazione della “gloria terrena” è presentata come inevitabile, in contrasto con il tema della salvezza attraverso la fede in Dio, che è introdotta a metà del poema.
Il poema descrive con toni vividi la solitudine e il desiderio di tornare ai bei giorni passati, e si conclude con un'ammonizione a riporre fede in Dio, “in cui risiede ogni stabilità”. Un'ipotesi sostiene che quest'ultima ammonizione sia un'aggiunta posteriore, dal momento che è posta alla fine di un poema che per il resto ha un carattere più profano.

## Temi e significato
The Wanderer è probabilmente il poema in antico inglese che ha suscitato più dibattiti in termini di significato, origine e traduzione di diverse parole ambigue. 
Tre elementi notevoli del poema sono l'utilizzo del motivo degli "animali di battaglia", la formula ubi sunt e il motivo del siþ (viaggio). 
Il motivo degli "animali di battaglia" in questo caso non include solo i consueti aquila, corvo e lupo, ma anche un “uomo dal volto triste”, che secondo alcuni corrisponderebbe al protagonista del poema. 
La formula ubi sunt o "dove sono" è qui espressa con le parole "hwær cwom", che in inglese antico corrispondono a "dove è stato". Ciò enfatizza il senso di perdita che pervade il poema.
Il motivo del viaggio (siþ) nella letteratura anglosassone trova una corrispondenza anche in molti testi posteriori alla conquista normanna dell'Inghilterra, tra cui Sir Gawain e il Cavaliere Verde, Il pellegrinaggio del cristiano di John Bunyan, I viaggi di Gulliver di Jonathan Swift, La ballata del vecchio marinaio di Samuel Taylor Coleridge e Riti di passaggio di William Golding. In The Wanderer e in questi testi successivi il tema non si esprime semplicemente come viaggio fisico, ma anche come evidente trasformazione interiore del personaggio che compie il viaggio.